# Classe préparatoire biologie, chimie, physique et sciences de la Terre
Dans le système éducatif français, la classe préparatoire biologie, chimie, physique et sciences de la Terre ou BCPST est une des voies d'orientation en première année post-bac, anciennement appelée Maths sup bio, et seconde année, anciennement appelée Maths spé bio, de la filière des classes préparatoires scientifiques.
On y accède à la suite d'un baccalauréat général validé avec à un couple d'enseignements de spécialité en terminale comprenant mathématiques, sciences de la vie et de la Terre ou physique-chimie.
Elle totalise environ 3 200 étudiants en 2017 pour la deuxième année. Les classes préparatoires BCPST actuelles résultent de la fusion, en 2003, des prépas BCPST et des classes préparatoires aux écoles nationales vétérinaires.
Dans le jargon des étudiants de BCPST, dérivé de celui des classes préparatoires scientifiques, il est courant que : les élèves de première année soient appelés « bizuths » ; ceux de seconde année, « 3/2 » (trois demis) ou « kharrés » s’ils ne sont pas redoublants, ou « 5/2 » (cinq demis) ou « khubes » (s’ils sont redoublants).

## Admission en classe préparatoire aux grandes écoles BCPST
La CPGE BCPST admet des élèves détenant un baccalauréat général. À la suite de l'entrée en vigueur dès septembre 2019 en classe de première de la réforme du baccalauréat général et technologique et réforme du lycée, il est vivement recommandé de choisir les 3 enseignements de spécialité mathématiques, physique-chimie et sciences de la vie et de la Terre (*). Les recrutements à partir du printemps 2021 des élèves de terminale sélectionne essentiellement les profils suivants :
- mathématiques + physique-chimie
- mathématiques + sciences de la vie et de la Terre (*)
- sciences de la vie et de la Terre (*) + physique-chimie + mathématiques complémentaires

(*) ou biologie-écologie en lycée agricole
L'admission se fait sur dossier via la procédure Parcoursup, les personnes étant chargées de cette admission recherchent des élèves motivés et intéressés par les Sciences de la vie et de la Terre. Les critères d'admissibilité sont différents suivant les établissements mais rentrent généralement en compte : 
- les bulletins de première et des deux premiers trimestres de terminale ;
- la fiche pédagogique remplie par les enseignants de terminale, qui indique les notes, classements et appréciations dans les différentes disciplines, et l'avis du chef d'établissement sur la candidature et le niveau de la classe dont l'élève est issu ;

- Les notes obtenues aux épreuves écrites de spécialités du baccalauréat ;

- la lettre de motivation.

### Anciens critères d'admission
On y accédait de 1995 à 2021 avec le baccalauréat scientifique quelle que soit la spécialité choisie en Terminale scientifique (mathématiques, physique-chimie, sciences de la vie et de la Terre, informatique et sciences du numérique, biologie-écologie ou territoire et citoyenneté).

## Concours préparés et débouchés
Les prépas BCPST préparent à divers concours :
- le concours A ENV[6] qui permet d'intégrer une École nationale vétérinaire (Lyon, Alfort, Toulouse et Nantes) ;
- le concours A Bio[7] qui permet d'intégrer des écoles d'ingénieurs agronomes et d'ingénieur agroalimentaire, comme AgroParisTech par exemple ;
- le concours X Bio qui permet d'intégrer l'École polytechnique (13 places en 2021) ;
- le concours PC BIO[8] qui permet d'intégrer des écoles d'ingénieur en chimie, comme l'ESPCI ParisTech par exemple ;
- le concours Polytech[9] qui permet d'intégrer entre autres des écoles d'ingénieur intégrées aux universités ;
- le concours G2E[10] permettant d'intégrer des écoles en rapport avec la géologie comme l'ENSG à Nancy ;
- le concours Inter-ENS[11] permettant d'intégrer une École normale supérieure (l'ENS Ulm, l'ENS de Lyon et l'ENS Paris-Saclay ; respectivement 21, 36 et 14 places en 2021) en biologie ou en géosciences, et l’École des Ponts ParisTech (4 places en 2021).

Les concours A ENV, A Bio, X Bio, PC Bio et Polytech sont intégrés dans la banque d'épreuve agro-véto : ils partagent les mêmes épreuves écrites, et les mêmes épreuves orales (sauf pour le concours X Bio, qui organise ses propres épreuves orales).

## Formation

### Organisation horaire des cours depuis la réforme de 2013
La prépa BCPST est la classe préparatoire scientifique la plus diversifiée dans son enseignement puisqu'elle propose, à un volume horaire quasi équivalent des maths, de la physique-chimie et des sciences de la vie et de la Terre.
| Matière                                      | 1re année                         | 2e année                            |
| -------------------------------------------- | --------------------------------- | ----------------------------------- |
| Mathématiques                                | 8 h dont 3 h de TD                | 7 h dont 2 h de TD                  |
| Physique                                     | 4 h dont 1 h de TP et 0,5 h de TD | 4 h dont 1 h de TP et 0,5 h de TD   |
| Chimie                                       | 3 h dont 1 h de TP et 0,5 h de TD | 3,5 h dont 1 h de TP et 0,5 h de TD |
| Sciences de la vie et de la terre            | 8 h dont 3 h de TP                | 7 h dont 2,5 h de TP                |
| Français-Philosophie                         | 2 h                               | 2 h                                 |
| Anglais (LV1)                                | 2 h                               | 2 h                                 |
| Géographie                                   |                                   | 1 h 30 dont 1 h de TD               |
| Travaux d'initiative personnelle encadrés    | 1 h                               | 3 h                                 |
| Informatique                                 | 30 min                            | 1 h (facultatif)                    |
| LV2 (facultative)                            | 2 h                               | 2 h                                 |
| EPS (facultative, dépend des établissements) | 2 h                               | 2 h                                 |
| Total                                        | 31 h 30                           | 33 h                                |

Il est à noter que chaque établissement prend de la liberté par rapport à ce programme officiel : les TIPE ne sont parfois pas faits en 1re année et le volume horaire d'informatique peut être plus important.
L'enseignement de ces matières se répartit entre cours théoriques, travaux pratiques et travaux dirigés. En plus des horaires mentionnés plus haut, l'étudiant réalise des « khôlles » dans les quatre matières suivantes : SVT, Physique-Chimie, Mathématiques (1 khôlle par quinzaine pour chacune de ces matières), Anglais et Géographie (1 khôlle par mois). Ces khôlles, le plus souvent d'une durée d'une heure, correspondent à une interrogation orale sur un sujet donné ou sur un ou plusieurs exercices à résoudre. L'étudiant exposera ses connaissances ou résoudra l'exercice au tableau, face à l'enseignant, lequel notera la prestation de l'élève qui pourra ainsi évaluer sa progression tout au long de l'année. En SVT, les colles se déroulent le plus souvent en trois parties : préparation de son tableau sur un sujet donné durant 30 minutes puis l'oral où durant 5 minutes maximum l'étudiant expose sa synthèse sur le sujet en s'appuyant sur le plan et les illustrations préparées au tableau puis quelques questions suivies de la correction par le colleur, et enfin un échange autour d'un corpus documentaire. Le colleur est soit un enseignant en classe préparatoire, soit un enseignant du secondaire ou du supérieur, soit un doctorant, plus rarement un agrégé non enseignant.
La plupart des établissements rajoute aussi trois à quatre heures de contrôle sur une des matières scientifiques ou en français-philosophie chaque semaine. Les étudiants ont généralement en plus de cela des devoirs à la maison en mathématiques et en physique-chimie (par exemple tous les 15 jours).

### Cours d'informatique
Cette matière a pour objectif de véhiculer les bases en informatique aux élèves. En première année, le programme s'appuie sur l'apprentissage des bases de l'algorithmique et de la programmation sur un logiciel donné. En seconde année, un projet en groupe est réalisé pour s’entraîner à être à l'aise sur plusieurs applications de la programmation. Il est ensuite évalué pour les banques de concours G2E et agro-véto. Tout au long des deux années, les élèves sont incités à utiliser leurs propres moyens pour résoudre les problèmes informatiques notamment à l'aide de bibliothèques. Le logiciel de programmation utilisé est Python.

### Stages de terrain
En fin de BCPST1 et en début de BCPST2 ont lieu des stages de terrain à visée écologique, géographique et géologique.

## Réformes de la BCPST

### Fusion des classes préparatoires agro et des classes préparatoires vétérinaires en 2003
En 2003, les ex classes préparatoires BCPST (prépas agro) qui assuraient un enseignement sur deux ans fusionnent avec les classes préparatoires aux écoles nationales vétérinaires (prépas véto), ce qui permet une plus grande variété de débouchés à l'issue de cette préparation. La durée de préparation au concours vétérinaire est donc mécaniquement portée de un an à deux ans à partir des concours de 2005.

### Réforme de l'enseignement de 2013 associée à la réforme des concours de 2015
Parmi les changements les plus notables, l'anglais devient la seule LV1 possible, la LV2 facultative se passe désormais à l'écrit, la géologie passe à l'écrit s'insérant dans l'épreuve sur documents, des TP de physique-chimie font leur apparition, et l'informatique devient obligatoire avec une présence dans un des deux écrits et à l'oral de mathématiques. On notera qu'au concours Inter-ENS BCPST l'allemand, l'anglais et l'espagnol peuvent être passés en LV1, il n'y a en outre plus d'épreuve de langue facultative.
À partir du concours Agro/Veto 2015, l'informatique est une épreuve obligatoire, elle n'est plus une option.

### Réforme de l'enseignement de 2021
À la suite de la réforme du lycée entrée en vigueur en 2020 et à la diversité des profils de bacheliers qu'elle produit, le programme de BCPST a été remodelé en 2021. Ce nouveau programme s'adresse aux élèves entrant en CPGE BCPST à partir de 2021. Bien que réorganisé, le contenu reste globalement le même ; les nouveautés sont l'introduction d'une thématique "Biogéosciences" en SVT (Les grands cycles biogéochimiques, Les sols, Le climat de la Terre) et d'un cours sur les phénomènes de tension superficielle en Physique-Chimie.

## Histoire et traditions
Dans certains lycées, chaque promotion de BCPST est associée à un numéro : les préparationistes entrés en 1re année en 2018 appartiennent par exemple à la promotion 145. L'origine de cette numérotation remonterait à l'apparition des classes préparatoires agro dans ces lycées ; en 1873 si l'on fait la soustraction. Néanmoins l'Institut national agronomique, fondé en 1876, ne recrute sur concours qu'à partir de 1888. L’École forestière a elle ses propres examinateurs, distincts de ceux de l’École Polytechnique à partir de 1850 ; et dès 1871, des écoles préparatoires à l'école Forestière apparaissent en province comme c'est le cas pour le lycée de Nancy qui comprend une classe de mathématiques élémentaires 2e année, pour la préparation à Saint-Cyr et Forestière. Les écoles vétérinaires recrutent elles sur concours au minimum à partir de 1866.

## Personnalités ayant fait une classe préparatoire BCPST
- Michel Houellebecq (1973-1975) - écrivain
- Marc-André Selosse (1984-1986) - biologiste